# 马鲁里
馬魯里花园（Taman Maluri）位於蕉賴北部，佔地約703公頃，其地標為永旺馬魯里花園購物中心（AEON Taman Maluri Shopping Centre），因馬魯里是是蕉賴地區的主要交通樞紐，且發展時間較早，因此是蕉賴主要的商業區和住宅區，交通便利。

## 位置

位於蕉賴路旁的永旺馬魯里花園購物中心，係馬魯里的主要地標

馬魯里位於吉隆坡與雪蘭莪的交界處，緊鄰甘榜班登（Kampung Pandan）、班登再也（Pandan Jaya）、葛京（Cochrane）、啤律（Jalan Peel），並於桑林花園（Shamelin Perkasa）之間隔著克拉容河（Sungei Kerayong），佔地約730英畝。

## 歷史
馬魯里早於20世紀60年代就開始發展，前身係一個以政府宿舍為主的住宅區，因臨近陳秀連工業區之故，馬來西亞公共工程局(JKR)的倉庫及聯邦政府印刷廠亦設在此處。在70年代至80年代，馬魯里地產公司(Syarikat Maluri Sdn Bhd)推出馬魯里花園(Taman Maluri)的開發案，並陸續於商業區建設四層樓高的店屋及中低價的組屋，成為吉隆坡市中心居民最早遷移至市郊之落腳處。

## 商業活動
得益於優越的地理位置，馬魯里的商業活動繁盛，其商業活動多聚集在遮加卡路（Jalan Jejaka）一帶，永旺馬魯里花園購物中心為日資永旺集團（AEON Group）在馬來西亞現存歷史最悠久的據點，於1989年開幕，是蕉賴地區主要的商場。因捷運9 加影线的通行，最近多項工程沿著蕉賴路、啤律、葛京進行，使得馬魯里被許多大型商場、高樓辦公室及住宅大樓包圍，加上2015年，鄰近的宜家家居蕉賴店及2017年雙威偉樂城（Sunway Velocity）與Mytown購物中心陸續開幕，為馬魯里帶來更多的就業機會及人潮，使得馬魯里更趨熱鬧。

## 交通

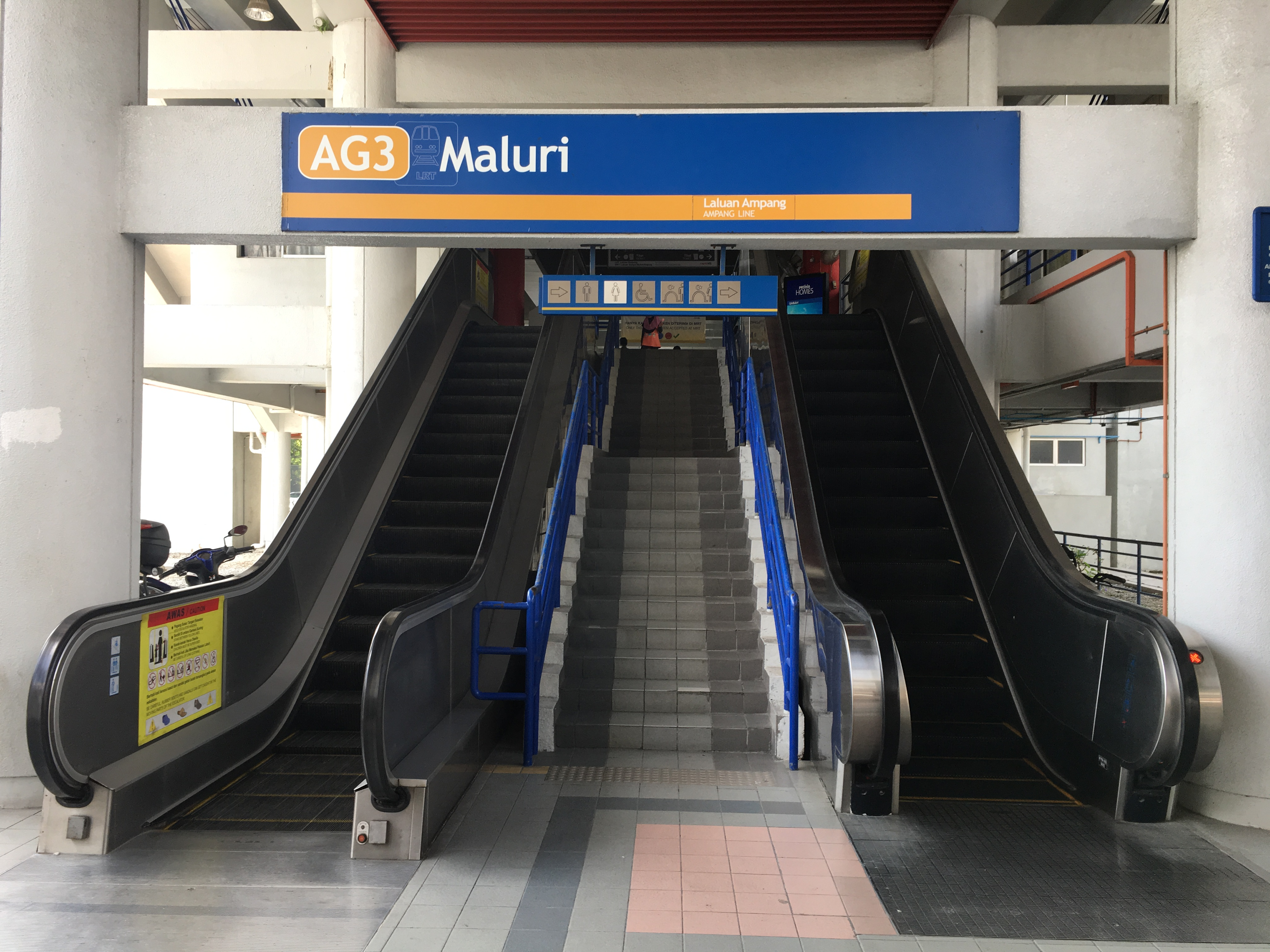
馬魯里站之出口

馬魯里為蕉賴的交通樞紐位置，馬魯里站為巴生谷捷運系統內，使用人次最高的車站之一，鄰近捷運出口的巴士轉乘站為蕉賴地區主要的巴士轉乘點，可轉搭前往吉隆坡城中城、蒂蒂旺沙與蕉賴其他地區之巴士。

### 鐵路
馬魯里站為3 安邦线 9 加影线的轉乘站，其屬於安邦線第一批營運車站，於1996年12月16日開始運營，以實達輕快鐵（STAR）的名義，與同路線的蘇丹依斯邁站至安邦站的13個車站同時開放，也如其他沿線車站建在一條廢棄鐵路上。加影線的站體則於2012年左右開始施工，在2017年7月17日隨該路線其他第二階段車站開通。
| 車站編號  | 車站名称 | 原文名 | 车站服务          |
| --------- | -------- | ------ | ----------------- |
| AG13 KG22 | 馬魯里站 | Maluri | 3 安邦线 9 加影线 |

### 公路
馬魯里有許多幹道可通往巴生谷其他區域，位於馬魯里西側的蕉賴路（Jalan Cheras） 為連結蕉賴各個地區的主要幹道，為舒緩蕉賴路長期堵塞的情況及加快蕉賴地區的居民前往吉隆坡市中心的速度，政府延伸新街場大道（BESRAYA）至班登英達（Pandan Indah），並在馬魯里設置交流道，於2014年4月啟用。位於馬魯里東北側的柏卡沙路（Jalan Perkasa）亦可連通班登再也（Pandan Jaya）的班登1路（Jalan Pandan 1）通往吉隆坡第二中環公路（MRR2）。
2012年7月，橫跨克拉容河（Sungei Kerayong）銜接皇冠路（Jalan Mahkota）與桑林花園的4／91路（Jalan 4/91）路的桑林高架天橋開通，也減少马鲁里商業區與桑林花園及鄰近住宅區之間的通行距離。